# Силвија Едер
Силвија Едер (Санкт Јохан им Тирол, 24. август 1965) је бивша аустријска алпска скијашица освајач три сребрне медаље на Светским првенствима у алпском скијању.
Са 16. година 8. фебруара 1981. дебитовала је у Светском купу. До краја каријере 1995. стално је била у врху али је победила у само две трке Светског купа.

### Светски куп
- Најбољи резултат у генералном пласману : 16 место на 1993
  - 2. победе 1 у спусту и 1 у супервелеслалому

#### Пласмани по сезонама
- Светски куп 1980/81:
  - Генерални пласман: 51. место
- Светски куп 1981/82:
  - Генерални пласман: 21. место
    - 1 победа у спусту Бад Гаштајн
- Светски куп 1982/83:
  - Генерални пласман: 24. место
- Светски куп 1983/84:
  - Генерални пласман: 18. место
- Светски куп 1984/85:
  - Генерални пласман: 26. место
- Светски куп 1985/86:
  - Генерални пласман: 18. место>
- Светски куп 1986/87:
  - Генерални пласман: 19. место
- Светски куп 1987/88:
  - Генерални пласман: 24. место
- Светски куп 1988/89:
  - Генерални пласман: 27. место
- Светски куп 1989/90:
  - Генерални пласман: 28. место
- Светски куп 1990/91:
  - Генерални пласман: 17. место
- Светски куп 1991/92:
  - Генерални пласман: 19. место
- Светски куп 1992/93:
  - Генерални пласман: 16. место
- Светски куп 1993/94:
  - Генерални пласман: 26. место
- Светски куп 1994/95:
  - Генерални пласман: 27. место
    - 1. победа у супервелеслалому Вејл